# Sexes très opposés
 (octobre 2022).
Pour plus de détails, voir Fiche technique et Distribution.
Sexes très opposés est un film français d'Éric Assous sorti en 2002.

## Synopsis
Dans l'idéal, une histoire d'amour devrait durer toute une vie. On est souvent loin du compte.
Pour illustrer le thème de la rupture, un réalisateur interroge plusieurs hommes et femmes, d'âges, de caractères, de milieux, de genres et de comportements différents, sur la complexité des relations amoureuses et les difficultés de la vie à deux. Brigitte, une esthéticienne, et son employée Vanessa, Annick, employée d'une agence immobilière, Gabrielle, l'aide bibliothécaire, et Hélène, l'étudiante, Patrick, le chauffeur de taxi, Claude, un sans-emploi chronique, Fernand, l'enseignant, Cyril, l'informaticien, et Rémi, un vendeur de hi-fi.
Quatre intrigues, mettant en scène des couples d'âges et d'horizons variables, se proposent d'analyser, par le témoignage et l'illustration, des liaisons qui se sont usées prématurément.

## Fiche technique
- Titre : Sexes très opposés
- Réalisation, scénario et dialogues : Éric Assous
- Photographie : Gilles Henry
- Décors: paul Fayard
- Musique : Jean-Claude Petit
- Pays :  France
- Langue : français
- Genre : comédie romantique, film choral
- Durée : 86 minutes
- Dates de sortie :
  - France : 10 juillet 2002
  - États-Unis : 14 juillet 2003

## Distribution
- Charlotte de Turckheim : Brigitte
- Patrick Chesnais : Fernand
- Élisa Tovati : Annick
- Antoine Duléry : Cyril
- Jean-Noël Brouté : Rémi
- Véronique Boulanger : Gabrielle
- Stéphanie Lagarde : Vanessa
- Arnaud Simon : Claude
- Philippe Harel : Michel, l'interviewer
- Yves Rénier : l'homme riche au restaurant
- Roxane Mesquida : Hélène
- Didier Flamand : Gérard
- Thierry René : Patrick
- Éric Viellard : Thibaut
- Alain Sachs : Georges
- Manuela Gourary : la mère de Gabrielle
- Armelle : l'avocate
- Sandrine Le Berre : la femme enfant
- Franck Neel : l'ami du barman
- Michel Scotto di Carlo : David